# Sesamia oriaula
Sesamia oriaula är en fjärilsart som beskrevs av Willie Horace Thomas Tams och Wray Merrill Bowden 1953. Sesamia oriaula ingår i släktet Sesamia och familjen nattflyn. Inga underarter finns listade i Catalogue of Life.